# فرودگاه بلاری
فرودگاه بلاری (به انگلیسی: Bellary Airport) یک فرودگاه همگانی با کد یاتا BEPI است که یک باند فرود آسفالت دارد و طول باند آن ۱۱۰۶ متر است. این فرودگاه در شهر بلاری کشور هند قرار دارد و در ارتفاع ۹ متری از سطح دریا واقع شده‌است.